# Angola (Indiana)
Angola es una ciudad ubicada en el condado de Steuben en el estado estadounidense de Indiana. En el Censo de 2010 tenía una población de 8612 habitantes y una densidad poblacional de 520,28 personas por km².

## Geografía
Angola se encuentra ubicada en las coordenadas 41°38′36″N 85°0′9″O / 41.64333, -85.00250. Según la Oficina del Censo de los Estados Unidos, Angola tiene una superficie total de 16.55 km², de la cual 16.43 km² corresponden a tierra firme y (0.74%) 0.12 km² es agua.

## Demografía
Según el censo de 2010, había 8612 personas residiendo en Angola. La densidad de población era de 520,28 hab./km². De los 8612 habitantes, Angola estaba compuesto por el 93.64% blancos, el 1.39% eran afroamericanos, el 0.28% eran amerindios, el 0.85% eran asiáticos, el 0.08% eran isleños del Pacífico, el 2.06% eran de otras razas y el 1.71% pertenecían a dos o más razas. Del total de la población el 6.29% eran hispanos o latinos de cualquier raza.